# تپه بشیرآباد
تپه بشیر آباد مربوط به دوران‌های تاریخی پس از اسلام است و در شهرستان تفرش، روستای دولت‌آباد واقع شده و این اثر در تاریخ ۱۹ مرداد ۱۳۸۴ با شمارهٔ ثبت ۱۲۸۵۱ به‌عنوان یکی از آثار ملی ایران به ثبت رسیده است.